# Lei de Henry
A Lei de Henry, proposta em 1802 por William Henry, é uma lei de gases que afirma que a solubilidade de um gás em um líquido, em temperatura constante, é diretamente proporcional à pressão parcial do gás acima do líquido (ou, de forma mais geral, em contato com o líquido).
Exemplos onde a Lei de Henry é aplicável incluem a carbonação de bebidas e a dependência da solubilidade do oxigênio e nitrogênio no sangue de mergulhadores com a profundidade, levando a problemas como a narcose por nitrogênio pelo aumento da solubilidade em grandes profundidades e a doença de descompressão pela redução súbita da solubilidade ao emergir rapidamente.

## Experimento e formulação da lei
Em 1802, Henry realizou experimentos nos quais colocava sempre um mesmo volume de água em contato com diferentes gases puros (o ar era removido do recipiente). Em cada repetição, Henry analisava o volume de gás que a água absorvia ao chegar no equilíbrio, realizando repetições em diferentes temperaturas e pressões para cada gás.
Henry observou que, para cada gás testado, o volume absorvido pela água era sempre o mesmo se mantida fixa a temperatura, mesmo que fosse variada a pressão absoluta do gás.
Mas, vale notar que volume e quantidade são coisas distintas, e a quantidade  de gás ocupando um determinado volume é diretamente proporcional à pressão absoluta do gás, como enunciado na Lei de Boyle-Mariotte. Isso levou Henry a afirmar que, para gases em geral, a quantidade de gás absorvida por um volume de água era diretamente proporcional à pressão do gás.
Essa proporção é diferente para cada gás e varia também com a temperatura, podendo ser descrita de duas formas fundamentais, cada qual emprega um tipo constante de proporcionalidade diferente: A constante de solubilidade e a constante de volatilidade.
A Lei de Henry também é válida se considerando a pressão parcial de cada gás em uma mistura gasosa, e também é aplicável a inúmeros outros líquidos além da água, desde que a concentração dos gases nos líquidos seja sempre muito pequena e que os gases não reajam fortemente com o líquido em questão, e nem uns com os outros na solução líquida. Isso pois o mecanismo por trás da Ley de Henry se baseia na dispersão da matéria pela interação dos gases com o líquido apenas, sem alterar as espécies químicas envolvidas no processo, ou seja: sem reações químicas.
Apesar de soar restritivo, a Lei de Henry segue sendo válida em vários contextos práticos, sendo empregada tanto na compreensão de sistemas e fenômenos naturais quanto no desenvolvimento de tecnologias e processos industriais, como na carbonação de bebidas.

## As duas formas fundamentais da Lei de Henry e suas constantes
A partir do momento que a lei de Henry relaciona a pressão parcial do gás e sua concentração no líquido no equilíbrio, é possível matematizar a lei em duas formas distintas, a depender da ordem que se prefere para descrever essa proporcionalidade (concentração proporcional à pressão ou pressão proporcional à concentração).

### Lei de Henry por solubilidade
Se a lei for interpretada como a afirmação de que, no equilíbrio, a concentração de um gás dissolvido em um líquido (cl) é diretamente proporcional à pressão parcial deste gás (p), então pode-se empregar uma constante Hs tal que:
{\displaystyle c_{l}=H_{s}\cdot p}
Hs, portanto, fica definida como:
{\displaystyle H_{s}={\frac {c_{l}}{p}}}
Essa é a chamada constante de solubilidade de Henry, ou simplesmente solubilidade de Henry, como recomendado pela IUPAC.
Existem várias variantes (ver seções abaixo) da solubilidade de Henry em função das unidades de pressão e das formas de se expressar a concentração do gás no líquido (molaridade, molalidade, fração molar etc).

### Lei de Henry por volatilidade
Se a lei for interpretada como sendo a afirmação no sentido contrário, ou seja, pressão parcial do gás sendo proporcional à concentração no líquido, então pode-se empregar uma constante Hv tal que:
{\displaystyle p=H_{v}\cdot c_{l}}
Hv, portanto, fica definida como:
{\displaystyle H_{v}={\frac {p}{c_{l}}}}
Conforme a IUPAC, essa é a constante de volatilidade de Henry, ou apenas volatilidade de Henry.
E assim como para a constante de solubilidade, existem variantes em função das unidades de pressão e forma da concentração utilizadas.
Para uma mesma variante, Hs será o inverso de Hv (Hs=1/Hv e vice-versa).

### Importância de identificar a forma usada
A literatura sobre a Lei de Henry muito frequentemente não aborda a existência dessas duas formas, partindo de uma delas e chamando a constante apenas de "constante de Henry", sem fazer distinção.
Também não há consistência na letra ou símbolo atribuído a cada uma das formas ao longo de diferentes trabalhos, causando frequentes confusões. Por esse motivo a IUPAC publicou recomendações sobre a lei de Henry em Dezembro de 2021.
Na maior parte dos casos se faz necessário analisar cuidadosamente as expressões e as unidades em um trabalho para se identificar qual forma foi adotada.

## Variantes comuns da constante de solubilidade de Henry
Pode-se definir a solubilidade de Henry usando diferentes formas de se expressar a concentração da espécie química gasosa dissolvida no líquido e, além das diferentes unidades de pressão, também é possível expressar a quantidade na fase gasosa pela concentração gasosa.
A seguir estão 4 formas comuns da solubilidade de Henry:

#### Solubilidade definida por molaridade e pressão parcial (Hcps)
Nessa variante, a constante de solubilidade é definida pela razão entre a molaridade (cl) da espécie química dissolvida no líquido e a pressão parcial (p) dessa espécie química na forma gasosa:
{\displaystyle H_{s}^{cp}={\frac {c_{\text{l}}}{p}}}.
A unidade SI para Hcp
s é mol/(m3·Pa). Outra unidade comumente usada e com conversão simples para a unidade SI é mol/(L·Bar), que é igual a 0.01·mol/(m3·Pa).

#### Solubilidade definida por molalidade e pressão parcial (Hbps)
Nessa variante, a constante de solubilidade é definida pela razão entre a molalidade (usemos a letra 'b', para não confundir com 'm' de massa) da espécie química dissolvida no líquido e a pressão parcial (p) dessa espécie química na forma gasosa:
{\displaystyle H_{s}^{bp}={\frac {b}{p}}}.
A unidade SI para Hbp
s é mol/(kg·Pa). Similarmente ao que acontece com a unidade pra concentração, também pode-se usar mol/(kg·Bar), que neste caso é igual a 0.00001·mol/(kg·Pa).

#### Solubilidade definida por fração molar e pressão parcial (Hxps)
Nessa variante, a constante de solubilidade é definida pela razão entre a fração molar (x) da espécie química dissolvida no líquido e a pressão parcial (p) dessa espécie química na forma gasosa:
{\displaystyle H_{s}^{xp}={\frac {x}{p}}}.
A unidade SI para Hxp
s é 1/Pa (ou Pa-1). Outras unidades como Bar-1 e Atm-1 também são usadas frequentemente.

#### Solubilidade definida por concentração no líquido e concentração gasosa (Hccs)
Nessa variante, a constante de solubilidade é definida pela razão entre a concentração da espécie química dissolvida no líquido (cl) e concentração da espécie na forma gasosa (cg).
{\displaystyle H_{s}^{cc}={\frac {c_{l}}{c_{g}}}}.
Note que essa é uma constante adimensional, pois ambas concentrações tem a mesma unidade (quantidade de matéria por volume).
Se o gás em questão puder ser considerado um gás ideal, então a concentração gasosa pode ser definida como:
{\displaystyle c_{g}={\frac {n}{V}}={\frac {P}{RT}}}
ou seja
{\displaystyle P=c_{g}RT}
Se essa expressão pra pressão for substituída na equação pra solubilidade por concentração e pressão parcial, Hcp
s, então pode-se encontrar a relação:
{\displaystyle H_{s}^{cc}=RT\cdot H_{s}^{cp}}.
Onde R é a constante dos gases ideais e T a temperatura absoluta, ambas nas unidades adequadas.

## Variantes comuns da constante de volatilidade de Henry
Assim como ocorre para as constantes de solubilidade, também há diferentes formas da constante de volatilidade em função das grandezas que representam as quantidades na fase gasosa e líquida.
A seguir estão 4 formas comuns da volatilidade de Henry:

#### Volatilidade definida por pressão parcial e molaridade (Hpcv)
Nessa variante, a constante de volatilidade é definida pela razão entre a pressão parcial (p) da espécie química na forma gasosa e sua concentração no líquido (cl):
{\displaystyle H_{v}^{pc}={\frac {p}{c_{\text{l}}}}={\frac {1}{H_{s}^{cp}}}}.
A unidade SI para Hpc
v é Pa·m3/mol. Semelhantemente ao que acontece com a variante análoga de solubilidade, pode-se usar a unidade Bar·L/mol, que é igual a 100·Pa·m3/mol.

#### Volatilidade definida por pressão parcial e fração molar (Hpxv)
Nessa variante, a constante de volatilidade é definida pela razão entre a pressão parcial (p) da espécie química na forma gasosa e sua fração molar (x) no líquido:
{\displaystyle H_{v}^{px}={\frac {p}{x}}={\frac {1}{H_{s}^{xp}}}}.
A unidade SI para Hpx
v é Pa. Podem se usar várias outras unidades, visto que é simplesmente uma unidade de pressão, sendo fácil a conversão.

#### Volatilidade definida por pressão parcial e fração da massa (Hpwv)
Nessa variante, a constante de volatilidade é definida pela razão entre a pressão parcial (p) da espécie química na forma gasosa e sua fração de massa (w) no líquido:
{\displaystyle H_{v}^{pw}={\frac {p}{w}}}.
A unidade SI para Hpw
v também é Pa, assim como para a constante de volatilidade que usa fração molar.

#### Volatilidade definida por concentração gasosa e concentração no líquido (Hccv)
Nessa variante, a constante de volatilidade é definida pela razão entre a concentração gasosa (cg) da espécie química na forma gasosa e sua concentração no líquido (cl:
{\displaystyle H_{v}^{cc}={\frac {c_{g}}{c_{l}}}={\frac {1}{H_{s}^{cc}}}}.
Assim como sua análoga na solubilidade, é também adimensional.

## Valores de referência para alguns gases
Uma grande compilação de constantes da Lei de Henry foi publicada por Sander (2015). Alguns valores selecionados estão listados na tabela a seguir:
| Gás | {\displaystyle H_{\text{v}}^{pc}={\frac {p}{c_{\text{aq}}}}}                    | {\displaystyle H_{\text{s}}^{cp}={\frac {c_{\text{aq}}}{p}}}                    | {\displaystyle H_{\text{v}}^{px}={\frac {p}{x}}} | {\displaystyle H_{\text{s}}^{cc}={\frac {c_{\text{aq}}}{c_{\text{gas}}}}} |
| Gás | {\displaystyle \left({\frac {{\text{L}}\cdot {\text{atm}}}{\text{mol}}}\right)} | {\displaystyle \left({\frac {\text{mol}}{{\text{L}}\cdot {\text{atm}}}}\right)} | {\displaystyle \left({\text{atm}}\right)}        | (adimensional)                                                            |
| --- | ------------------------------------------------------------------------------- | ------------------------------------------------------------------------------- | ------------------------------------------------ | ------------------------------------------------------------------------- |
| O2  | 770                                                                             | 1.3×10−3                                                                        | 4.3×104                                          | 3.2×10−2                                                                  |
| H2  | 1300                                                                            | 7.8×10−4                                                                        | 7.1×104                                          | 1.9×10−2                                                                  |
| CO2 | 29                                                                              | 3.4×10−2                                                                        | 1.6×103                                          | 8.3×10−1                                                                  |
| N2  | 1600                                                                            | 6.1×10−4                                                                        | 9.1×104                                          | 1.5×10−2                                                                  |
| He  | 2700                                                                            | 3.7×10−4                                                                        | 1.5×105                                          | 9.1×10−3                                                                  |
| Ne  | 2200                                                                            | 4.5×10−4                                                                        | 1.2×105                                          | 1.1×10−2                                                                  |
| Ar  | 710                                                                             | 1.4×10−3                                                                        | 4.0×104                                          | 3.4×10−2                                                                  |
| CO  | 1100                                                                            | 9.5×10−4                                                                        | 5.8×104                                          | 2.3×10−2                                                                  |

## Dependência do valor das constantes com a temperatura
A dependência das constantes de solubilidade de Henry com a temperatura absoluta segue a mesma regra geral de constantes de equilíbrio descrita pela Equação de van 't Hoff:
{\displaystyle {\frac {\mathrm {d} \ln H_{s}}{\mathrm {d} (1/T)}}={\frac {-\Delta _{\text{sol}}H}{R}},}
Onde {\displaystyle \Delta _{\text{sol}}H} é a entalpia de dissolução. Note que o H em {\displaystyle \Delta _{\text{sol}}H} se refere à entalpia e não a nenhuma constante de Henry.
Integrando a expressão acima e criando uma expressão baseada em {\displaystyle H_{s}^{\circ }} na temperatura de referência {\displaystyle T^{\circ }} = 298.15 K, se obtém:
{\displaystyle H_{s}(T)=H_{s}^{\circ }\exp \left[{\frac {-\Delta _{\text{sol}}H}{R}}\left({\frac {1}{T}}-{\frac {1}{T^{\circ }}}\right)\right].}
Essa expressão acima não se aplica à variante que utiliza concentração gasosa, pois tem uma dependência diferente com a temperatura.
Para uma constante de volatilidade, como se refere ao processo contrário, a variação de entalpia tem sinal invertido e a expressão se torna:
{\displaystyle H_{v}(T)=H_{v}^{\circ }\exp \left[{\frac {\Delta _{\text{sol}}H}{R}}\left({\frac {1}{T}}-{\frac {1}{T^{\circ }}}\right)\right].}
Essa expressão também pode ser obtida se aplicando a relação entre {\displaystyle H_{s}} e {\displaystyle H_{v}} e as propriedades da exponencial na expressão anterior e, similarmente, não se aplica à variante que usa concentração gasosa ao invés de pressão parcial.
Ambas expressões só são válidas para um intervalo de temperaturas pequeno (cerca de 20 Kelvin) em torno da temperatura de referência, pois se assume que a entalpia de dissolução é independente da temperatura para essa integração.
A tabela a seguir lista a dependência com a temperatura para alguns gases em água:
| O2   | H2  | CO2  | N2   | He  | Ne  | Ar   | CO   |
| 1700 | 500 | 2400 | 1300 | 230 | 490 | 1300 | 1300 |

A solubilidade de gases permanentes tipicamente decresce (e sua volatilidade cresce) quando o líquido é aquecido a partir da temperatura ambiente. Porém, para soluções aquosas, a solubilidade de Henry para vários gases tem um mínimo (e a volatilidade tem um máximo). Para a maioria destes esse mínimo está abaixo de 120 °C. Frequentemente, quão menor for a molécula do gás (e menor sua solubilidade em água), menor a temperatura do mínimo da solubilidade. Essa temperatura é de cerca de 30 °C para o hélio, 92 a 93 °C para argônio, nitrogênio e oxigênio e 114 °C para xenônio.